# Luscinia
Genre
Le genre Luscinia comprend quatre espèces de passereaux.

## Taxonomie
S'appuyant sur diverses études phylogéniques, le Congrès ornithologique international (COI) (classification version 4.1, 2014) transfère quatre espèces de ce genre dans le genre Calliope : le Rossignol calliope, le Rossignol à gorge noire, le Rossignol de David et le Rossignol à gorge rubis. Le COI transfère aussi quatre espèces dans le genre Larvivora : le Rossignol à tête rousse, le Rossignol indien, le Rossignol bleu et le Rossignol siffleur.
Deux espèces autrefois classées dans le genre Luscinia ont été intégrées d'abord au genre Erithacus puis au genre Larvivora : le Rossignol akahigé et le Rossignol komadori.

### Liste des espèces
D'après la classification de référence (version 5.2, 2015) du Congrès ornithologique international, ce genre est constitué des espèces suivantes (ordre phylogénique) :
- Luscinia svecica – Gorgebleue à miroir
- Luscinia phoenicuroides – Bradybate à queue rouge
- Luscinia luscinia – Rossignol progné
- Luscinia megarhynchos – Rossignol philomèle

## Honneurs
L'astéroïde (713) Luscinia est nommé d'après le genre.